# Маклоз, Лафайет
Лафайет Маклоз (англ. Lafayette McLaws; 15 января 1821 — 24 июля 1897) — американский военачальник, офицер армии США и генерал армии Конфедерации во время гражданской войны в Америке. Он быстро дослужился до звания генерал-майора, но на этом его карьерный рост остановился. Он слабо проявил себя в ходе Мэрилендской кампании, затем показал себя с хорошей стороны под Фредериксбергом, затем снова проявил нерешительность при Чанселорсвилле. Дуглас Фриман писал, что Маклоуз был генералом, который не совершенствовался.

## Биография
Маклоз родился в Огасте, штат Джорджия.
В 1838 году он поступил в Военную Академию Вест-Пойнт, окончил её 48-м из 56-ти кадетов в выпуске 1842 года, и был определен в 6-й пехотный полк во временном звании второго лейтенанта. В 1842—1844 служил на фронтире в форте Гибсон, 16 марта 1844 года стал вторым лейтенантом 7-го пехотного полка. Во время Мексиканской войны участвовал в сражении при Монтерее и в осаде Веракруса. 16 февраля 1847 стал первым лейтенантом, а после нескольких лет гарнизонной службы, 24 августа 1851 года, стал капитаном. В 1858 году участвовал в Ютской войне против мормонов.
В это время, в Джефферсонских казармах, он женился на Эмили Элисон Тейлор — племяннице Закари Тейлора, — благодаря чему стал свойственником Ричарда Тейлора и Джефферсона Дэвиса.

## Гражданская война
Когда началась Гражданская война, Маклоз имел звание капитана федеральной армии. Он уволился из армии США и поступил в армию Конфедерации в звании майора и быстро дослужился до полковника: ему был передан в командование 10-й Джорджианский пехотный полк. В 1861 году Маклоз служил в Йорктауне и произвёл хорошее впечатление на генерала Магрудера, который произвёл его в ноябре в бригадные генералы. Бригада Мак-Лоуза состояла из трёх пехотных полков и двух артиллерийских батарей:
- 5-й Луизианский пехотный полк, полк. Генри Форно
- 10-й Луизианский пехотный полк, полк. Мандевилль Демариньи
- 15-й Вирджинский пехотный полк, полк. Томас Огаст
- Вирджинский батальон Ноланда
- Уильямсбергская артиллерия, кап. Уильям Гаретт
- Галифаксская артиллерия, кап. Эдвард Янг

В апреле 1862 он хорошо проявил себя в сражении при Йорктауне, поэтому 23 мая 1862 года ему присвоили звание генерал-майора. Таким образом, Маклоз быстро дослужился до генерал-майорского звания, однако на этом его карьерный рост остановился.
Он вступил в I корпус генерала Лонгстрита в качестве командира 1-й дивизии и находился под командованием Лонгстрита большую часть войны. Дивизия изначала состояла из двух бригад: Пола Семса и Джозефа Кершоу. После окончания Семидневной битвы генерал Ли реорганизовал армию, отправил на запад генерала Магрудера, а дивизию Магрудера (бригады Барксдейла и Кобба) включил в дивизию Маклоза.
Когда завершились сражения на полуострове Северовирджинская армия ушла в Северную Вирджинию, однако дивизии Маклоза и Дэниеля Хилла оставили под Ричмондом, чтобы прикрыть столицу Конфедерации на случай внезапной атаки с полуострова. По этой причине Маклоз пропустил Северо-Вирджинскую кампанию.

### Мэрилендская кампания
Дивизия Маклоза присоединилась к Северовирджинской армии 2 сентября у Манассаса. Уже на следующий день генерал Ли начал наступление в Мэриленд (Мэрилендскую кампанию). Наступая в составе корпуса Лонгстрита, дивизия шла отдельной дорогой через Гум-Спринг и снова соединилась с армией в Лисберге. Утром 6 сентября дивизия перешла Потомак по броду Уайтс-Форд и пришла в мерилендский Фредерик 7 сентября. 9 сентября командование решило покинуть Фредерик, уйти на запад, а часть армии направить на захват города Харперс-Ферри. Согласно плану Джексон с тремя дивизиями должен подойти к Харперс-Ферри с запада, дивизия Уокера с юга, а дивизия Маклоза, усиленная дивизией Андерсона, должна блокировать город с севера, со стороны Мэрилендских высот. Этот приказ был изложен в письменной форме как «Специальный приказ 191». Инструкции Маклозу заключались в 5-м пункте приказа:

Генерал Маклоуз со своей дивизией и дивизией генерала Р. Х. Андерсона последует за Лонгстритом. Придя в Миддлтаун, он свернёт на дорогу к Харперс-Ферри, и к утру пятницы займёт Мэрилендские высоты и постарается захватить противника в Харперс-Ферри и окрестностях.
Оригинальный текст (англ.)– General McLaws, with his own division and that of General R. H. Anderson, will follow General Longstreet. On reaching Middletown will take the route to Harpers Ferry, and by Friday morning possess himself of the Maryland Heights and endeavor to capture the enemy at Harpers Ferry and vicinity. 
— 
Дуглас Фриман писал, что это задание было своего рода проверкой для генерала Маклоза. Ему шёл 41 год, он с мая имел звание генерал-майора, но ещё нигде не сумел проявить себя. Он неплохо проявил себя под Уильямсбергом, но не сражался при Севен-Пайнс, а при Саваж-Стейшен и малверн-Хилл его дивизией командовал в основном Магрудер. Теперь ему подчинялись целых 10 бригад, и он выполнял задание за выполнение которого не нёс персональной ответственности: рядом должны были быть Ли, Лонгстрит или Джексон. Задание данное ему было наиболее сложным тактически. Именно ему предстояло овладеть городом Харперс-Ферри и, в то же время, следить за восточным направлением и не дать противнику отрезать себя от основной армии. Маклоз не был знаком с местностью, но Ли, Джексон или Стюарт могли снабдить его информацией.
Маклоз выступил утром 10 сентября и вечером 11 сентября встал лагерем в Браунсвилле в долине Плезант-Велли. Он отправил бригады Кершоу и Барксдейла на захват Мэрилендских высот, бригады Семса и Махоуна отправил занимать проходы в Южных горах, а остальные бригады оставил в долине, где они отрезали гарнизону Харперс-Ферри пути отступления на север. К ночи 12 сентября Маклоз лично привёл часть своего отряда к реке Потомак, а бригада Кершоу в тот день поднялась на Мерилендские высоты и подобралась к позициям федерального отряда на высотах. 12 сентября Кершоу штурмом взял Мэрилендские высоты, отбросив федеральные пикеты в город. Утром 14 сентября Маклоз поднял на высоты 4 орудия и открыл огонь по Харперс-Ферри. В это время Джеб Стюарт сообщил ему, что обнаружил в Южных горах незащищённое ущелье и временно прикрыл его кавбригадой Манфорда. Маклоз распорядился направить в это ущелье бригаду Хоуэлла Кобба. Решив, что этих мер достаточно, Маклоз поднялся на мэрилендские высоты, чтобы руководить огнём артиллерии. В 14:00 его встретил Стюарт, который уверил его, что с востока угрожает разве что одна пехотная бригада противника.
дивизия Маклоза была временно передана в распоряжение Джексона «Каменной стены» и участвовала в блокаде Харперс-Ферри. После капитуляции форта дивизия была переброшена к Шарпсбергу и успела принять участие в Энтитемском сражении, хотя генерал Ли был недоволен тем, что Маклоз прибыл с существенным опозданием. (Фриман впоследствии обратил внимание, что Мак-Лоузу потребовался 41 час чтобы пройти от Харперс-Ферри до Шарпсберга, в то время, как у Эмброуза Хилла на тот же путь ушло 9 часов)

### Фредериксбергская кампания
В сражении при Фредериксберге Маклоз защищал высоты Мари. Именно на его дивизию (бригаду Томаса Кобба) пришелся основной удар федеральной армии. Люди Маклоза удержали позицию и нанесли северянам огромные потери, заставившие их отступить. Кобб погиб в бою и бригаду передали Уильяму Уоффорду.

### Чанселорсвиллская кампания
Маклоз находился при генерале Ли во время сражения при Чанселорсвилле, хотя весь остальной корпус Лонгстрита участвовал в осаде Саффолка. 1 мая дивизию Маклоза и дивизию Ричарда Андерсона перебросили на левый фланг, чтобы остановить обходной манёвр корпусов Потомакской армии. Под личным руководством Джексона дивизии остановили наступление и заставили федеральные корпуса отойти на позиции у Чанселорсвилла. 2 мая дивизия Маклоза вела только отвлекающие бои.
3 мая 1863 года Ли послал дивизию Маклоза остановить продвижение VI федерального корпуса генерала Джона Седжвика, который захватил высоты Мари и теперь заходил в тыл армии Ли. Маклоз прибыл как раз в тот момент, когда бригада Уилкокса начала сражение при Салем-Чеч и при поддержке двух полков бригады Семса (из дивизии Маклоза) остановила федеральный корпус. Маклоз не вмешивался в сражение, доверив Уилкоксу командование на поле боя. 4 июня дивизия Маклоза несколько пассивно участвовала в боевых действиях против Седжвика (Сражение при Бэнкс-Форд), где Маклоз разочаровал Ли тем, что действовал недостаточно активно и дал Седжвику шанс уйти за Раппаханок. После гибели Джексона «Каменной стены» Ли реорганизовал 2-й корпус в два новых. Он отклонил предложенные Лонгстритом кандидатуры и назначил корпусными командирами Ричарда Юэлла и Эмброуза Хилла, несмотря на то, что Маклоз был на тот момент старшим по званию генерал-майором.

### Геттисбергская кампания
В результате в начале Геттисбергской кампании дивизия Маклоза насчитывала 7 138 человек и имела следующий состав:
- Бригада Джозефа Кершоу: 6 Южно-Каролинских полков.
- Бригада Уильяма Барксдейла: 4 Миссисипских полка.
- Бригада Пола Семмеса: 4 Джорджианских полка.
- Бригада Уильяма Уоффорда: 5 Джорджианских полков + 1 батальон снайперов

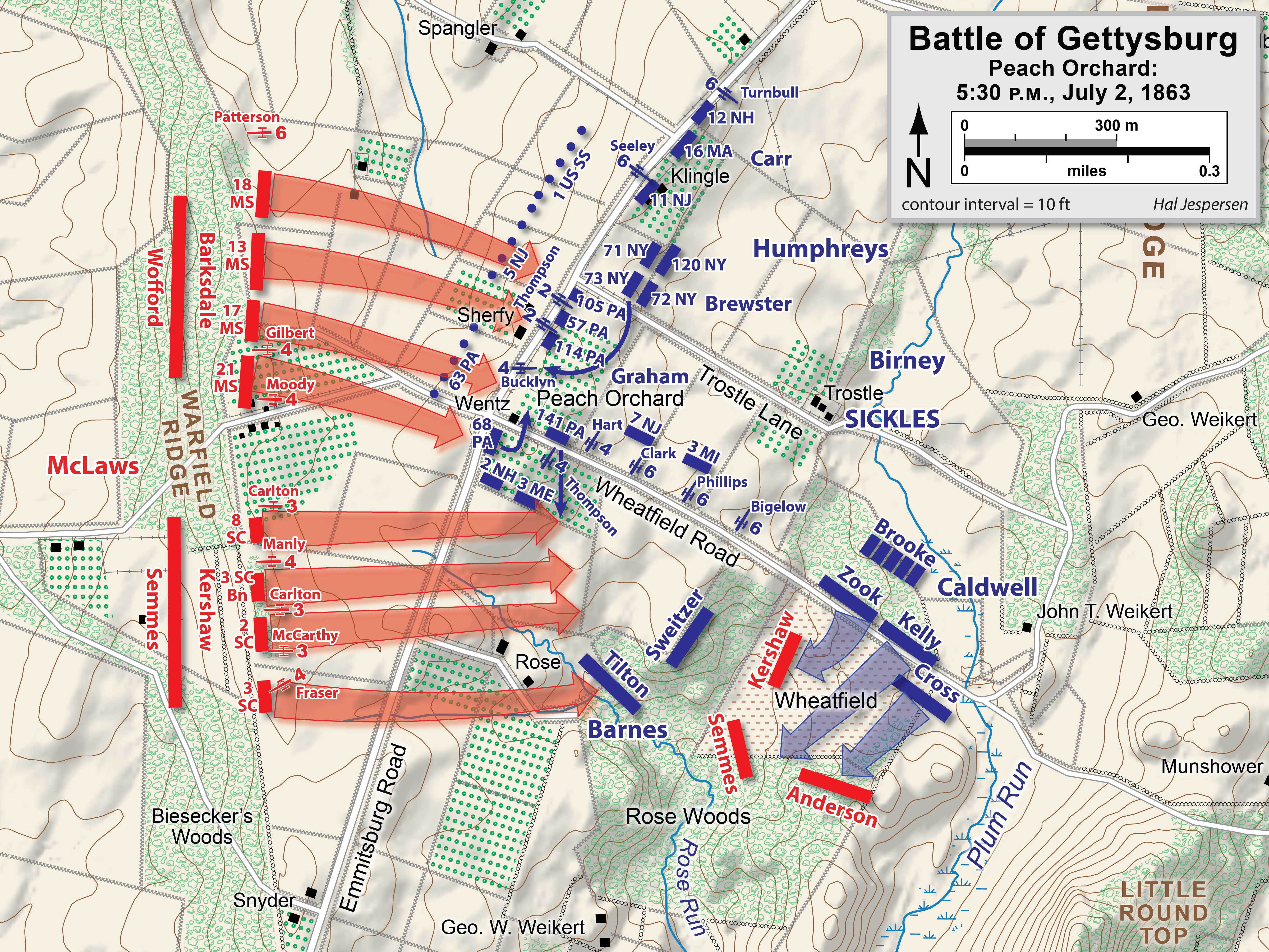
Наступление дивизии Маклоза под Геттисбергом

На второй день Геттисбергского сражения Маклоз участвовал в наступлении Лонгстрита на левый фланг федеральной армии. В этом бою его дивизии пришлось столкнуться с почти вдвое превосходящими его силами: федеральными бригадами Тробрианда, Тилтона, Швейцера, Зука, Келли, Брука и Грэхама. Бригады Маклоза участвовали в наступлении на Персиковый Сад и боях за поле Уитфилд.
Ценой серьёзных потерь ему удалось достичь успеха — его дивизия взяла штурмом персиковый сад, хотя и не смогла выбить федералов с Кладбищенского хребта. Дивизия Мак-Лоуза не участвовала в атаке Пикетта 3 июля, хотя Лонгстрит и настаивал на этом.

### На западе
Маклоз сопровождал Лонгстрита во время похода в Теннесси, но не успел вовремя прибыть на поле боя под Чикамогой, и в итоге в этом бою его дивизией командовал Джозеф Кершоу. Воследствии Мак-Лоуз командовал дивизией под Чаттанугой. В конце 1863 он участвовал в Ноксвильской кампании, но неудачно провел атаку форта Сандерс, за что Лонгстрит отстранил его от командования.
Маклоз покинул корпус Лонгстрита, а так как Ли не вернул его обратно в Северовирджинскую армию, то он отправился в Саванну, которую не вполне удачно защищал от наступления армии Шермана. После падения Саванны Маклоз сражался в Южной Каролине. 2 февраля 1865 года ему удалось задержать наступление Теннессийской армии в сражении при Риверс-Бридж, хотя в итоге федералы сумели перейти реку и обойти его фланг. Маклоз командовал дивизией в сражении при Эвересборо, где руководит третьей линией обороны, а затем в сражении при Бентонвилле, где его дивизия была лишь незначительно задействована. Когда генерал Джонстон реорганизовал армию, Маклоз лишился дивизии. Ему поручили руководить Джорджианским военным дистриктом. Возможно, он сдался вместе с армией Джонстона 26 апреля 1864 года, хотя не сохранилось записей о его капитуляции. 18 октября 1865 года он был амнистирован правительством США.